# هارکر کریک (یوتا)
هارکر کریک (یوتا) (به انگلیسی: Harker Creek (Utah)) رودخانه‌ای است که در ایالات متحده آمریکا جریان دارد.